# Europese weg 15
De Europese weg 15, E15 of E-15 is een Europese weg die loopt van Inverness in Schotland naar Algeciras in Spanje.

## Algemeen
De Europese weg 15 is een Klasse A Noord-Zuid-referentieweg en verbindt het Schotse Inverness met het Spaanse Algeciras. De weg heeft een lengte van 3627 kilometer. De weg is in Frankrijk en Spanje deels tolweg. De route is door de UNECE als volgt vastgelegd: de E15 was vroeger voor een deel een deel van de E3
| Verenigd Koninkrijk - Inverness - Perth - Edinburgh - Newcastle - Scotch Corner - Doncaster - Londen - Folkestone - Dover Vervolgens met de veerboot naar |  | Frankrijk - Calais - Parijs - Lyon - Orange - Narbonne Spanje - Girona - Barcelona - Tarragona - Castelló de la Plana - Valencia - Alicante - Murcia - Algeciras |

## Traject

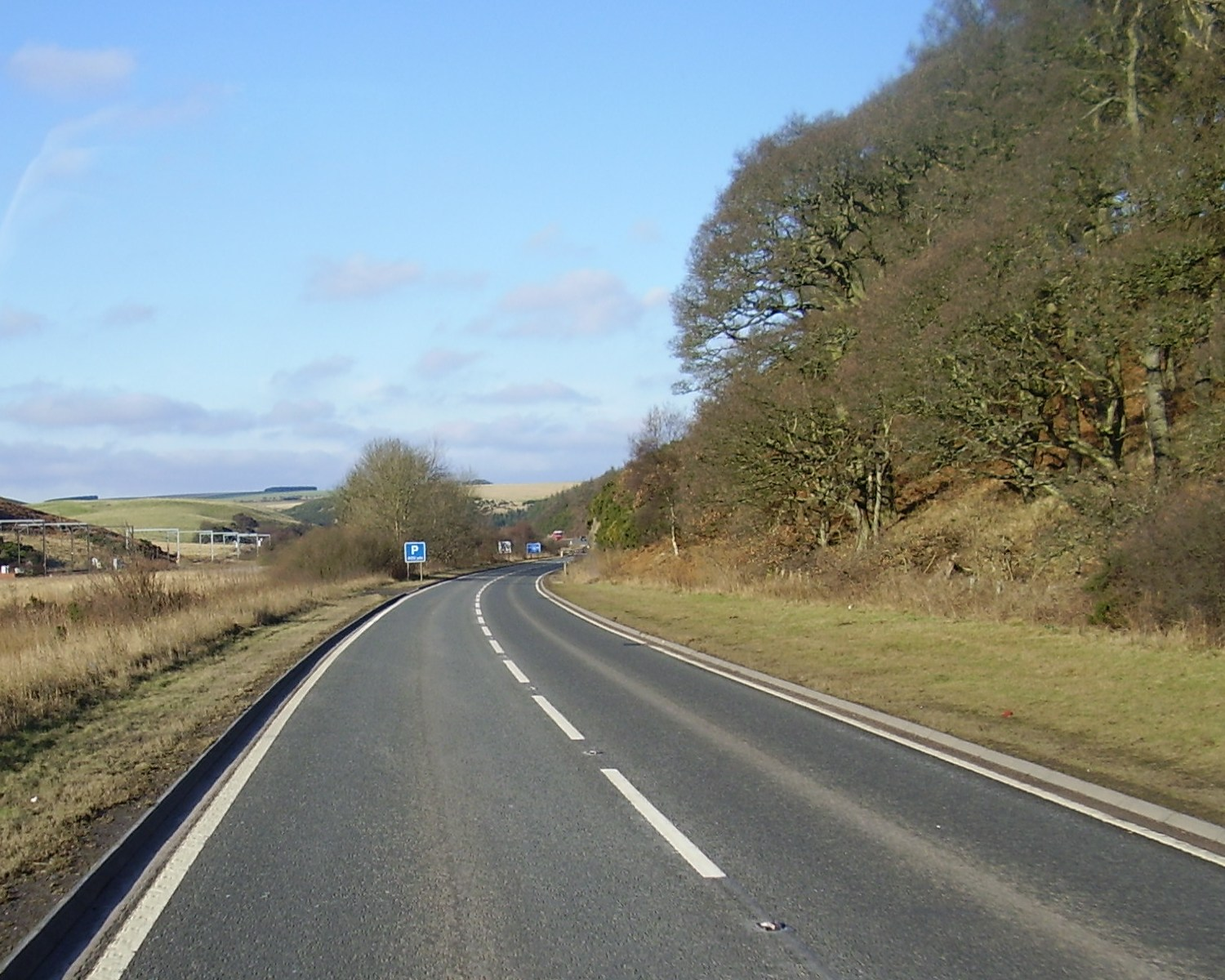
E15 in Schotland in de buurt van Edinburgh

### Verenigd Koninkrijk
De E15 begint bij het Schotse Inverness en loopt vanaf daar naar het zuiden met de A9 en M90 mee door de Schotse Hooglanden. Vanaf Edinburgh wisselen de A1 en A1(M) elkaar af, waarbij de A1(M) een opwaardering is tot snelweg op het traject van de autoweg A1. Bij Londen wordt de ringweg Londen Orbital en daarna wordt de M20 naar Dover gevolgd, waar de veerboot naar Calais genomen wordt.
De E15 wordt in het Verenigd Koninkrijk, net als de andere E-wegen in het land, niet op borden langs de weg aangegeven, slechts de nationale wegnummers worden vermeld.

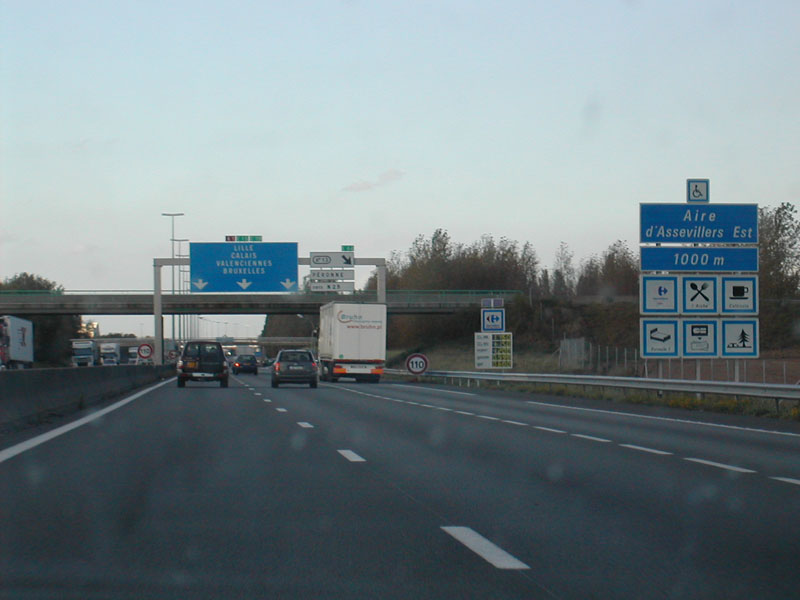
E15 (via A1) in Frankrijk in de buurt van Péronne en E44

### Frankrijk
Het Franse deel van de weg begint in Calais, en volgt vanaf daar de A26 en A1 naar Parijs. Daar wordt de Boulevard Périphérique genomen en vandaar de A6 en A7 door Oost-Frankrijk, ongeveer recht noord-zuid gezien vanuit Lyon. Bij Orange wordt de A9 genomen richting het zuidwesten. Deze weg volgt ongeveer vanaf Montpellier de Middellandse Zeekust.

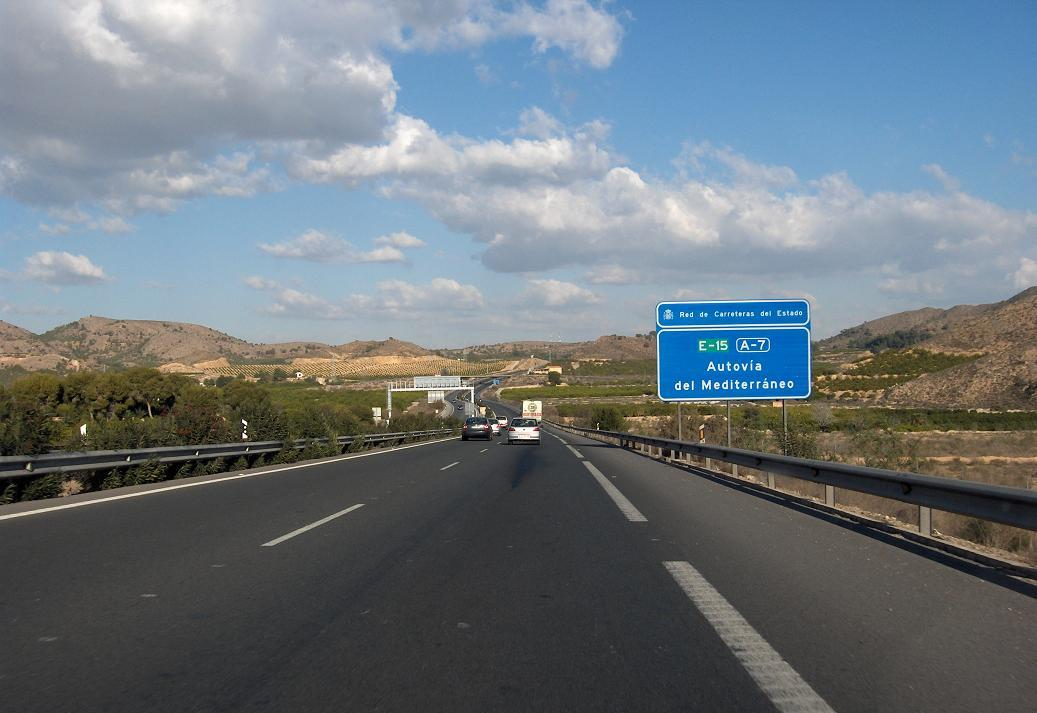
A-7/E-15 in Spanje in de buurt van Murcia

### Spanje
In Spanje blijft de E-15 de Middellandse Zeekust volgen over de autovía A-7 en autopista (tolweg) AP-7. Hierbij komt de weg langs steden als Barcelona en Valencia. De weg eindigt in Zuid-Spanje bij Algeciras.

## Nationale wegnummers
| Verenigd Koninkrijk | Verenigd Koninkrijk      |
| ------------------- | ------------------------ |
| A9                  | Inverness - Perth        |
| M90                 | Perth - Kirkliston       |
| M9                  | Kirkliston - Newbridge   |
| M8                  | Newbridge - Edinburgh    |
| A720                | Ringweg Edinburgh        |
| A1                  | Edinburgh - Washington   |
| A1(M)               | Washington - Pontefract  |
| A1                  | Pontefract - Skellow     |
| A1(M)               | Skellow - Blyth          |
| A1                  | Blyth - Peterborough     |
| A1(M)               | Peterborough - Alconbury |
| A1                  | Alconbury - Stotfold     |
| A1(M)               | Stotfold - Londen        |
| M25                 | Ringweg Londen           |
| M20                 | Londen - Dover           |

| Frankrijk | Frankrijk                                        |
| --------- | ------------------------------------------------ |
|           | Calais                                           |
|           | Calais                                           |
|           | Calais - Arras                                   |
|           | Arras - Parijs                                   |
|           | Parijs                                           |
| geen      | Boulevard Périphérique kleinste ringweg (Parijs) |
|           | Parijs - Lyon                                    |
|           | Ringweg Lyon                                     |
|           | Ringweg Lyon                                     |
|           | Ringweg Lyon                                     |
|           | Lyon - Orange                                    |
|           | Orange - Spanje                                  |

| Spanje | Spanje                  |
| ------ | ----------------------- |
| AP-7   | Frankrijk - Sagunto     |
| A-7    | Sagunto - Valencia      |
| AP-7   | Valencia - Elche        |
| A-7    | Elche - Fuengirola      |
| AP-7   | Fuengirola - Sotogrande |
| A-7    | Sotogrande - Algeciras  |

## Aansluitingen op andere Europese wegen
Tijdens de route komt de E15 de volgende Europese wegen tegen:
| - De E16 bij Edinburgh, Verenigd Koninkrijk - De E18 in Newcastle, Verenigd Koninkrijk - De E20 bij Leeds, Verenigd Koninkrijk - De E22 bij Leeds, Verenigd Koninkrijk - De E13 bij Doncaster, Verenigd Koninkrijk - De E24 bij Huntingdon, Verenigd Koninkrijk - De E30 bij Londen, Verenigd Koninkrijk - De E40 bij Calais, Frankrijk - De E402 bij Calais, Frankrijk - De E17 bij Arras en Beaune, beide in Frankrijk - De E19, die van Combles tot in Parijs, beide in Frankrijk, hetzelfde traject volgt - De E44 bij Ablaincourt-Pressoir, Frankrijk - De E46 bij Arsy, Frankrijk - De E50 in Parijs, Frankrijk - De E54 in Parijs, Frankrijk - De E5 in Parijs, Frankrijk |  | - De E60, die van Courtenay tot aan Beaune, beide in Frankrijk, hetzelfde traject volgt - De E511 bij Courtenay, Frankrijk - De E21, die van Beaune tot aan Mâcon, beide in Frankrijk, hetzelfde traject volgt - De E607 bij Le Creusot, Frankrijk - De E62 bij Mâcon, Frankrijk - De E611 bij Lyon, Frankrijk - De E70 bij Lyon, Frankrijk - De E711 bij Lyon, Frankrijk - De E713 bij Valence, Frankrijk - De E714 bij Orange, Frankrijk - De E80, die van Nîmes tot aan Narbonne, beide in Frankrijk, hetzelfde traject volgt - De E9 in Barcelona, Spanje - De E90 in Barcelona, Spanje - De E901 bij Valencia, Spanje - De E902 bij Motril, Spanje - De E5 bij Algeciras, Spanje |